# Yooka-Laylee
Yooka-Laylee är ett 3D-plattformsspel som utvecklades av Playtonic Games till Microsoft Windows, Linux, OS X, Playstation 4, Xbox One och Nintendo Switch, och släpptes den 11 April 2017.
Spelet är en andlig uppföljare till spelserien Banjo-Kazooie, och utvecklades av personer som tidigare arbetade på företaget Rare med Banjo-Kazooie och Donkey Kong Country-serien. Det finansieras genom crowdfunding på webbsidan Kickstarter, och har blivit en av de snabbast växande Kickstarter-kampanjerna för datorspel.

## Gameplay
Yooka-Laylee är en andlig uppföljare till datorspelsserien Banjo-Kazooie, och är i likhet med den serien ett 3D-plattformsspel i vilket spelaren styr två figurer varav den ena rider på den andra, och samlar föremål. I Yooka-Laylee styr spelaren den gröna kameleonten Yooka och den lila fladdermusen Laylee genom fem stycken 3D-världar. De två figurerna har speciella förmågor: Bland annat kan Yooka skjuta ut sin tunga och fästa fast den vid saker, medan Laylee kan använda sin sonar.
Spelaren har som mål att hitta så kallade "pagies", som är gyllene föremål som fungerar som spelvärldens valuta, och som bland annat används för att låsa upp nya banor eller för att utvidga de banor som spelaren redan har tillgång till.

## Finansiering
Spelets utveckling finansierades genom en crowdfunding-kampanj på webbsidan Kickstarter. Playtonic Games hade ursprungligen som mål att samla in 175 000 £ på 45 dagar från och med den 1 maj 2015, men redan 40 minuter efter kampanjens start hade de uppnått målet. Kampanjen blev även den Kickstarter-kampanj för datorspel som snabbast samlat in motsvarande en miljon US$; detta tog Yooka-Laylee sex timmar, medan det tog sju timmar för den kampanj som tidigare var snabbast, Torment: Tides of Numenera, att uppnå samma sak. Rekordet slogs den 15 juni 2015 då kampanjen för Shenmue III samlade in en miljon US$ på mindre än två timmar.
Utöver det ursprungliga målet på 175 000 £, har Playtonic Games lagt till ytterligare målsummor ("stretch goals") som möjliggör bland annat utveckling av ytterligare funktioner i spelet:
| Mål         | Beskrivning | Uppnått |
| ----------- | --- | ------- |
| 275 000 £   | En boss per nivå, med musik av David Wise, Grant Kirkhope och Steve Burke.                                                                                          | Ja      |
| 330 000 £   | En frågesport innan spelets sista boss. | Ja      |
| 395 000 £   | Förvandlingar till "oväntade saker" med nya kontroller och förmågor, samt en ny icke spelarstyrd figur.                                                             | Ja      |
| 435 000 £   | Spelsektioner där spelaren åker i en malmhund i både 2D och 3D. | Ja      |
| 535 000 £   | Flerspelarläge där en andra spelare kan hjälpa den första. | Ja      |
| 665 000 £   | Flerspelarläge i specifika spel, för 2–4 personer. | Ja      |
| 715 000 £   | Spelet översätts till franska, tyska, spanska och italienska, samt några andra ännu ej bestämda språk.                                                              | Ja      |
| 775 000 £   | Vissa figurer designas av Kev Bayliss och Ed Bryan. | Ja      |
| 875 000 £   | Ytterligare fyra spel för flerspelarläget. | Ja      |
| 1 000 000 £ | Konsolversionerna släpps samtidigt. | Ja      |
| 1 100 000 £ | Ett spelläge där Nintendo 64-shaders används. En raplåt görs av Grant Kirkhope till eftertexterna.                                                                  | Ja      |
| 1 200 000 £ | En video där utvecklarna går genom spelet och ger kommentarer. | Ja      |
| 1 500 000 £ | Musiken framförs av en orkester. | Ja      |
| 2 000 000 £ | Nedladdningsbart innehåll utvecklas, efter att utvecklingen av spelet är färdig, och släpps utan extra kostnad till personer som bidrog till Kickstarter-kampanjen. | Ja      |

## Utgivning
Spelet gavs ut till plattformarna Microsoft Windows, Linux, OS X, Nintendo Switch, Playstation 4 och Xbox One; ursprungligen planerades persondator-versionerna att släppas först, men i och med att Playtonic Games lyckades samla in tillräckligt mycket pengar i sin crowdfunding-kampanj släpptes alla versionerna samtidigt den 11 april 2017. Undantaget för versionen till Nintendo Switch som släpptes i december samma år.